# Wayne Simien
Wayne Anthony Simien jr. (Leavenworth, 9 marzo 1983) è un ex cestista statunitense, professionista nella NBA e in Spagna. 29ª scelta assoluta al Draft NBA 2005, nel 2009 si è ritirato dal basket professionistico per diventare un ministro cristiano.

## Carriera
È stato selezionato dai Miami Heat al primo giro del Draft NBA 2005 (29ª scelta assoluta).

## Statistiche

### College
| Anno      | Squadra         | PG  | PT | MP   | TC%  | 3P%  | TL%  | RP   | AP  | PRP | SP  | PP   |
| --------- | --------------- | --- | -- | ---- | ---- | ---- | ---- | ---- | --- | --- | --- | ---- |
| 2001-2002 | Kansas Jayhawks | 32  | 0  | 15,3 | 55,3 | -    | 73,8 | 5,3  | 0,3 | 0,6 | 0,8 | 8,1  |
| 2002-2003 | Kansas Jayhawks | 16  | 12 | 24,4 | 64,6 | -    | 67,6 | 8,2  | 0,6 | 0,9 | 0,3 | 14,8 |
| 2003-2004 | Kansas Jayhawks | 32  | 31 | 32,7 | 53,2 | 18,2 | 81,1 | 9,3  | 1,2 | 0,9 | 0,9 | 17,8 |
| 2004-2005 | Kansas Jayhawks | 26  | 26 | 34,3 | 55,2 | 28,6 | 81,6 | 11,0 | 1,4 | 0,6 | 0,6 | 20,3 |
| Carriera  | Carriera        | 106 | 69 | 26,6 | 55,8 | 24,0 | 78,4 | 8,3  | 0,9 | 0,7 | 0,7 | 15,0 |

### NBA

#### Regular Season
| Anno       | Squadra    | PG | PT | MP   | TC%  | 3P% | TL%  | RP  | AP  | PRP | SP  | PP  |
| ---------- | ---------- | -- | -- | ---- | ---- | --- | ---- | --- | --- | --- | --- | --- |
| 2005-2006† | Miami Heat | 43 | 2  | 9,6  | 48,3 | -   | 88,2 | 2,0 | 0,2 | 0,3 | 0,0 | 3,4 |
| 2006-2007  | Miami Heat | 8  | 0  | 11,6 | 39,1 | -   | 71,4 | 1,4 | 0,5 | 0,3 | 0,0 | 2,9 |
| Carriera   | Carriera   | 51 | 2  | 9,9  | 46,9 | -   | 85,4 | 1,9 | 0,2 | 0,3 | 0,0 | 3,3 |

#### Playoffs
| Anno     | Squadra    | PG | PT | MP  | TC% | 3P% | TL% | RP  | AP  | PRP | SP  | PP  |
| -------- | ---------- | -- | -- | --- | --- | --- | --- | --- | --- | --- | --- | --- |
| 2006†    | Miami Heat | 2  | 0  | 3,5 | 0,0 | -   | -   | 0,5 | 0,0 | 0,0 | 0,0 | 0,0 |
| Carriera | Carriera   | 2  | 0  | 3,5 | 0,0 | -   | -   | 0,5 | 0,0 | 0,0 | 0,0 | 0,0 |

## Palmarès
- McDonald's All-American Game (2001)
- NCAA AP All-America First Team (2005)
- NCAA AP All-America Third Team (2004)
- Campionato NBA: 1

Miami Heat: 2006